# آرثر ديفيدسون
آرثر ديفيدسون (بالإنجليزية: Arthur Davidson)‏، الأب (1881-1950)، ميلواكي، ويسكنسن كان واحدا من الأربعة المؤسسين الأصليين لشركة هارلي ديفيدسون موتورز.